# Konklave 1667
Das Konklave von 1667 wurde nach dem Tod von Papst Alexander VII. einberufen und endete mit der Wahl von Giulio Rospigliosi als Papst Clemens IX. Das Konklave wurde von Fraktionen dominiert, die den Kardinalnepoten von Alexander VII. und Urban VIII. treu waren. Es sah die fortdauernde Existenz der Squadrone Volante, die im Konklave von 1665 entstanden war. Das Konklave sah auch, dass Spanien und Frankreich, die beiden größten katholischen Mächte zu der Zeit, Rospigliosis Wahl zum Papst unterstützten. Letztendlich wurde Rospigliosis Wahl erreicht, als der französische Botschafter Flavio Chigi, Alexanders Nepoten, bestach, um Rospigliosi zu unterstützen. Nach dem Konklave glaubten alle Parteien, den Papst gewählt zu haben, den sie wollten.

## Hintergrund
Nach seiner Wahl war Alexander VII. zunächst gegen die Vetternwirtschaft angetreten und hatte sich geweigert, einen Kardinalnepoten zu ernennen. Mitglieder des Kardinalskollegiums drängten ihn, die Ernennung von Mitgliedern seiner Familie zu Machtpositionen zu überdenken, und er gab schließlich nach, berief Angehörige seiner Chigi-Familie in die päpstlichen Regierung und ernannte einen Nepoten. Unter Alexanders Regierung verschlechterten sich die Beziehungen des Kirchenstaates zu Frankreich. Frankreich war 1664 nach einer Konfrontation zwischen Frankreichs Botschafter beim Heiligen Stuhl und den päpstlichen Truppen in Avignon eingefallen. Die französischen Truppen verließen Avignon erst nach einer Entschuldigung von Alexander. Kardinal Jules Mazarin, der Führer der französischen Regierung, drängte Alexander weiter, mehr französische Kardinäle zu ernennen, aber er tat es nicht. Während seines Pontifikats ernannte Alexander 40 neue Kardinäle, von denen 33 Italiener waren.
Innerhalb des Kardinalskollegiums wurde eine Fraktion, die keiner der katholischen Monarchien loyal war, Squadrone Volante genannt. Sie war während des Konklaves von 1665 entstanden. Der Name, der übersetzt „Fliegendes Geschwader“ bedeutet, wurde ihnen wegen der Unterstützung von Kandidaten gegeben, von denen sie glaubten, dass sie das Interesse des Papsttums im Sinn hatten, statt Kandidaten, die bereits von säkularen Monarchen unterstützt wurden. Christina von Schweden, die auf den Thron verzichtet hatte und nach Rom zog, bevor sie zum Katholizismus konvertiert war, diente als weltliche Unterstützerin der Gruppe und stand Kardinal Decio Azzolino besonders nahe.

## Konklave
Als das Konklave eröffnet wurde, waren 64 Wahlberechtigte anwesend. Im Moment von Alexanders Tod umfasste das Kollegium seine Höchstzahl von 70 Mitgliedern. Bis zur Eröffnung des Konklaves am 2. Juni 1667 waren zwei Kardinäle gestorben, vier waren noch nicht in Rom angekommen. Seit den Konklaven von 1605 hatte das Kollegium konsequent 60 oder mehr Mitglieder im Konklave gehabt, und die räumliche Enge war zu einem Problem geworden. Die Kardinäle debattierten darüber, ob es angebracht sei, das Konklave im Vatikan abzuhalten, da es in früheren Konklaven Bedenken wegen der Gedränges und des Todes von Kardinälen gab, aber ältere Kardinäle bestanden darauf, zu bleiben.
Alexander VII. hatte 34 der Kardinäle selbst ernannt, die jetzt anwesend waren. Von ihnen akzeptierten zehn nicht Flavio Chigi, Alexanders Kardinalnepoten, als ihren Anführer, da ihnen sein Lebensstil unangebracht erschien. 16 anwesende Kardinäle verdankten ihre Ernennung Urban VIII. und sie alle stimmten zu, der Führung von Antonio Barberini, einem von Urbans Nepoten, zu folgen. Das Konklave wurde von den Parteien dominiert, die den Kardinalnepoten gegenüber loyal waren, und Wähler, die verschiedenen Monarchen ergeben oder Mitglied der Squadrone Volante waren, verteilten sich gleichmäßig zwischen den beiden Parteien unter der Führung der Nepoten auf. Acht Wähler waren Frankreich loyal, sechs Spanien, die Squadrone Volante bestand aus elf Kardinälen.
Giulio Rospigliosi galt von Beginn des Konklaves an als der aussichtsreichste Kandidat. Er wurde von keiner der großen Fraktionen des Konklaves bekämpft. Zunächst versuchten die Franzosen zu verbergen, dass sie Rospigliosi unterstützten und förderten Scipione Pannocchieschi d’Elci als neuen Papst, damit die Spanier Rospigliosi unterstützen konnten, der mit der spanischen Regierung in einer guten Beziehung stand. Die Spanier bevorzugten jedoch zunächst Francesco Barberini, einem weiteren Nepoten von Urban VIII.
Ein zweiter ernsthafter Kandidat zu Beginn des Konklaves war Girolamo Farnese. Farnese war jedoch für die Squadrone Volante, die in Rospigliosi und d’Elci die einzigen möglichen Optionen sahen, nicht akzeptabel. Flavio Chigi förderte d’Elci als Kandidat, aber er wurde von einigen Wählern als zu eifrig angesehen.

## Wahl Clemens’ XI.
Im Wahlgang am Morgen des 20. Juni 1667 erhielt Rospigliosi fünf Stimmen. Er hatte bei den Abstimmungen der vorangegangenen Wochen nur höchstens 10 Stimmen erhalten. Zwischen der Abstimmung am Vormittag und der am Abend versprach Charles d’Albert d’Ailly, der französische Botschafter in Rom, Flavio Chigi ein Einkommen aus Frankreich, woraufhin Chigi sich bereit erklärte, die ihm loyalen Wähler zu überzeugen, für Rospigliosi zu stimmen. An diesem Abend erhielt Rospigliosi 61 Stimmen und wurde zum Papst Clemens IX. gewählt. Er war der letzte Papst aus der Toskana. Am Ende des Konklaves glaubten sowohl Frankreich als auch Spanien, dass es ihnen gelungen sei, den von ihnen gewünschten Papst durchzubringen.

## Wahlberechtigte
64 Kardinäle nahmen am Konklave teil:
1. Giulio Rospigliosi, Kardinalstaatssekretär
2. Francesco Barberini, Bischof von Ostia und Velletri, Dekan des Heiligen Kollegiums
3. Marzio Ginetti, Bischof von Porto e Santa Rufina, Subdekan des Heiligen Kollegiums
4. Antonio Barberini, Bischof von Palestrina
5. Giovanni Battista Maria Pallotta, Bischof von Frascati
6. Francesco Maria Brancaccio, Bischof von Sabina
7. Ulderico Carpegna, Bischof von Albano
8. Ernst Adalbert von Harrach, Erzbischof von Prag
9. Stefano Durazzo
10. Giulio Gabrielli
11. Virginio Orsini
12. Cesare Facchinetti, Bischof von Spoleto
13. Girolamo Grimaldi-Cavalleroni, Erzbischof von Aix
14. Carlo Rossetti, Bischof von Faenza
15. Giovanni Stefano Donghi, Bischof von Ferrara
16. Niccolò Albergati-Ludovisi
17. Federico Sforza
18. Benedetto Odescalchi, später Papst Innozenz XI.
19. Alderano Cibo, Bischof von Jesi
20. Lorenzo Raggi
21. Jean-François Paul de Gondi
22. Luigi Omodei
23. Pietro Ottoboni, später Papst Alexander VIII.
24. Marcello Santacroce Bischof von Tivoli
25. Lorenzo Imperiali
26. Giberto Borromeo
27. Giovanni Battista Spada
28. Francesco Albizzi
29. Ottavio Acquaviva d’Aragona der Jüngere
30. Flavio Chigi
31. Girolamo Buonvisi, Bischof von Lucca und Legat in Ferrara
32. Scipione Pannocchieschi d’Elci
33. Girolamo Farnese
34. Antonio Bichi, Administrator von Osimo
35. Pietro Vidoni, Bischof von Lodi
36. Gregorio Barbarigo, Bischof von Pavia
37. Girolamo Boncompagni, Erzbischof von Bologna
38. Celio Piccolomini
39. Carlo Bonelli
40. Carlo Carafa della Spina, Legat in Bologna
41. Alfonso Litta, Erzbischof von Mailand
42. Neri Corsini
43. Paluzzo Paluzzi Altieri degli Albertoni, Präfekt der Propaganda Fide
44. Cesare Maria Antonio Rasponi, Legat in Urbino
45. Giannicolò Conti, Bischof von Ancona
46. Giacomo Filippo Nini
47. Carlo Roberti de’ Vittori
48. Giulio Spinola
49. Innico Caracciolo, Erzbischof von Neapel
50. Giovanni Dolfin, Patriarch von Aquileia
51. Rinaldo d’Este
52. Paolo Emilio Rondinini, Bischof von Assisi
53. Francesco Maidalchini
54. Friedrich von Hessen-Darmstadt
55. Carlo Barberini
56. Carlo Pio di Savoia
57. Carlo Gualterio, Bischof von Fermo
58. Decio Azzolini
59. Odoardo Vecchiarelli, Bischof von Rieti
60. Giacomo Franzoni
61. Francesco Maria Mancini
62. Angelo Celsi
63. Paolo Savelli
64. Louis de Vendôme

Beim Tod von Papst Alexander VII. am 22. Mai 1667 umfasste das Kardinalskollegium insgesamt 70 Kardinäle. Mit Beginn des Konklaves am 2. Juni traten 61 Kardinäle zur Wahl eines neuen Kirchenoberhauptes im Vatikan ins Konklave ein.
Verspätet zum Konklave erschienen die Kardinäle:
- Niccolò Albergati-Ludovisi am 6. Juni 1667
- Giovanni Stefano Donghi am 10. Juni 1667
- Marcello Santacroce am 10. Juni 1667

Der Papstwahl ferngeblieben sind folgende vier Kardinäle:
- Pascual de Aragón
- Vitaliano Visconti
- Guidobald von Thun, Erzbischof von Salzburg
- Luis Guillermo de Moncada

Die Kardinäle Pietro Sforza Pallavicino SJ und Volumnio Bandinelli waren am 5. Juni verstorben und hatten das Konklave nicht mehr angetreten.
Die anwesenden 64 Wahlmänner stammten aus folgenden Pontifikaten:
- 16 Kardinäle aus dem Pontifikat von Papst Urban VIII.
- 20 Kardinäle aus dem Pontifikat von Papst Innozenz X. und
- 28 Kardinäle aus dem Pontifikat von Papst Alexander VII.